# 肥尾守宮
肥尾守宮 (Hemitheconyx caudicinctus) 或稱非洲肥尾守宮是一種來自西非(塞內加爾)和喀麥隆的地棲守宮。牠們生活在薩赫勒草原地區。

## 描述
肥尾守宮屬於 Eublepharinae 亞科。該亞科與其他守宮有著明顯不同的特徵。它們是陸生動物，有可移動的眼瞼、垂直的瞳孔，並且沒有黏性薄片。
肥尾守宮的長度通常約為 7-8 英寸，重量可達 75 克，雌性比雄性稍小。正常顏色是棕色和棕褐色/米色條紋，背部可能有細白色條紋。下腹部呈淡粉紅色或灰白色。
肥尾守宮的尾巴對它們有重要的用途。它們的尾巴用於儲存脂肪，因此當食物匱乏時，它們的尾巴能夠維持一段時間。它們的尾巴對於防禦掠食者也有很大的幫助。像許多其他守宮一樣，它們可以在必要時放下尾巴。這種機制可以幫助它們快速逃離掠食者。它們也能夠再生尾巴，但它不會像原來的尾巴。再生後的尾巴不再像原來的尾巴那樣有脊線，而是變得光滑，而且相比之下更加球根狀。牠們是夜行性動物，白天躲避在洞穴，晚上出來覓食。

## 膳食
肥尾守宮是蟲食性守宮，在人工飼養時主要食用蟋蟀、麥皮蟲和蟑螂(成體會食用乳鼠)。牠們只吃活的昆蟲，成體每周至少餵給三到四次，幼體則每天一次。如果照顧得當，非洲肥尾壁虎的壽命通常為15-20年，也可能更長。

### 腳註
1. 1 2  Penner, J.; Rödel , M.-O.; Luiselli, L.; Segniagbeto, G. . The IUCN Red List of Threatened Species. 2013, 2013: e.T203830A2771717  [30 August 2021]. doi:10.2305/IUCN.UK.2013-1.RLTS.T203830A2771717.en .
2. ↑  Richard D. Bartlett; Patricia Pope Bartlett. . Barron's Educational Series. 1995: 74  [30 January 2013]. ISBN 978-0-8120-9082-6.
3. ↑  Craig Stewart. . Reptiles Magazine. 24 November 2014  [30 August 2021]. （原始内容存档于2024-05-18）.
4. ↑  TIGR Reptile Database上的Hemitheconyx caudicinctus
5. ↑  . Reptile Range.   [9 August 2022]. （原始内容存档于2023-11-11）.
6. ↑  Gerster, Katherine. . Animal Diversity Web.   [2024-02-10]. （原始内容存档于2024-08-11） （英语）.
7. ↑  Higham, Timothy E.;  et al. . Physiological and Biochemical Zoology: Ecological and Evolutionary Approaches. November–December 2013, 86 (6): 603–610. JSTOR 10.1086/673875. doi:10.1086/673875.

### 外部連結
- Richard D. Bartlett; Patricia Pope Bartlett (1995). Geckos: Everything About Selection, Care, Nutrition, Diseases, Breeding, and Behavior. Barron's Educational Series. p. 74. ISBN 978-0-8120-9082-6. Retrieved 30 January 2013.